# Kereskényi Ádám
Alsó- és felső-kereskényi Kereskényi Ádám (Komárom, 1713. január 24. – Kolozsvár, 1777. február 1.) jezsuita házfőnök és professzor, író, fordító.

## Családja
A komárom vármegyei Csúzon született régi nemesi családból. A családja Nyitra vármegye egyik ősi családja, amely már a XIII. században szerepelt. Apja, Kereskényi György földbirtokos, esztergom vármegyei főjegyző, anyja béládi Gyárfás Erzsébet volt.

## Élete, munkássága
1729. október 14-én lépett be a rendbe. Bölcseletet hallgatott Nagyszombatban, majd 1730-tól másodéves novícius volt Trencsénben. 1731-től Esztergomban tanított az alsó osztályokban. 1733-1734 ig fizikát és metafizikát tanult Nagyszombatban. 1736-ban Pozsonyban a szintaxis osztályban tanított. Majd 1737-ben ismét Nagyszombatban költészetet, 1738-ban Budán retorikát, 1739-1742 Bécsben teológiát tanult.
1743-ban a harmadik próbaévét Besztercebányán töltötte. Ezt követően hitszónok és tanár volt 1744-ben Esztergomban, 1746-tól 1748-ig Nagyszombatban, 1750-ben Győrött, 1754-ben Bécsben. 1756. november 7-étől 1759. december 5-éig a jezsuita rend kőszegi kollégiumának rektora volt. Majd 1760-tól 1766-ig Budán volt a rendház főnöke. Ezután 1767-1768-ban Kassán házfőnök és a rend nyomdájának igazgatója. 1770-től 1772-ig Gyulafehérváron a jezsuita szeminárium és iskola igazgatója.
1773-ban lett a kolozsvári nyomda igazgatója és házfőnök. Kolozsváron halt meg 1777. február 1-jén.
Sírfelirata a kegyesrendiek kolozsvári sírboltjában: „Kereskényi Ádám született 1713-ban Komáromban nemes vérből, meghalt 1777-ben Kolozsváron mint Jezsuita”.

## Művei
- Philomosus per Apollinem de quibusdam, quae in rem poeticam faciunt, eruditus e poesi Tyrnav. dicatus 1737, Tyrnaviae
- Epistolae Heroum sub Augustis Mariae Theresiae Auspiciis anno superiore in Italia militantium 1747, Tyrnaviae (Online)
- Vindiciae prisci seculi honoribus 1748, Tyrnaviae
- Ágostonnak megtérése 1758, Kőszeg
- A jézus társaságból való Canisius Péter által egybeszedett és három iskolára elosztott keresztény hitnek öt fő cikkelyeiről közönséges és szükséges kérdések könyvecskéje 1758, Győr
- Applausus poeticus in inaugratione Francisci Com. Barkotzi Archiep 1761, Buda
- Cogitationes christianae in singulos mensis dies Budae, 1763

## Fordításai
- Mauritius császár Kassa 1767 (Metastasio műve alapján)
- Cyrus Kassa 1767 (Metastasio műve alapján)